# Brachistosternus titicaca
Espèce
Brachistosternus titicaca est une espèce de scorpions de la famille des Bothriuridae.

## Distribution
Cette espèce se rencontre au Pérou dans la région de Puno et en Bolivie dans le département de La Paz entre 3 850 et 4 100 m d'altitude,.

## Description
Le mâle holotype mesure 39,2 mm et la femelle paratype 30,3 mm.

## Étymologie
Son nom d'espèce lui a été donné en référence au lieu de sa découverte, le lac Titicaca.

## Publication originale
- Ochoa & Acosta, 2002 : Two new Andean species of Brachistosternus Pocock (Scorpiones: Bothriuridae). Euscorpius, no 2, p. 1-15 (texte intégral).